# 姆列特島

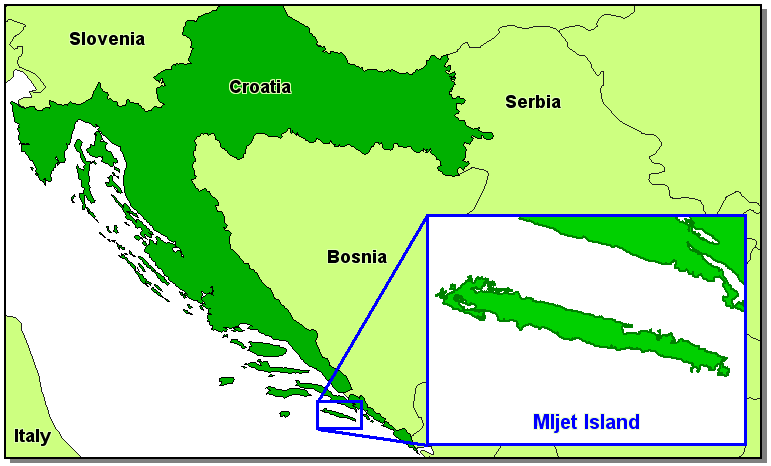
姆列特島的位置

姆列特島（發音：[mʎɛ̂t]）是克羅埃西亞的一個島嶼。位於克羅埃西亞屬亞德里亞海諸島中的最南端和最東端，屬於杜布羅夫尼克-內雷特瓦縣。面積98.01平方公里。
姆列特岛国家公园位于该岛西部，成立于1960年11月12日，总面积54平方公里。2011年人口普查時，姆列特島有人口1,088人。其中克羅埃西亞人占總人口的97.93％。姆列特島的西北部包括內陸海和小島嶼。

## 图集

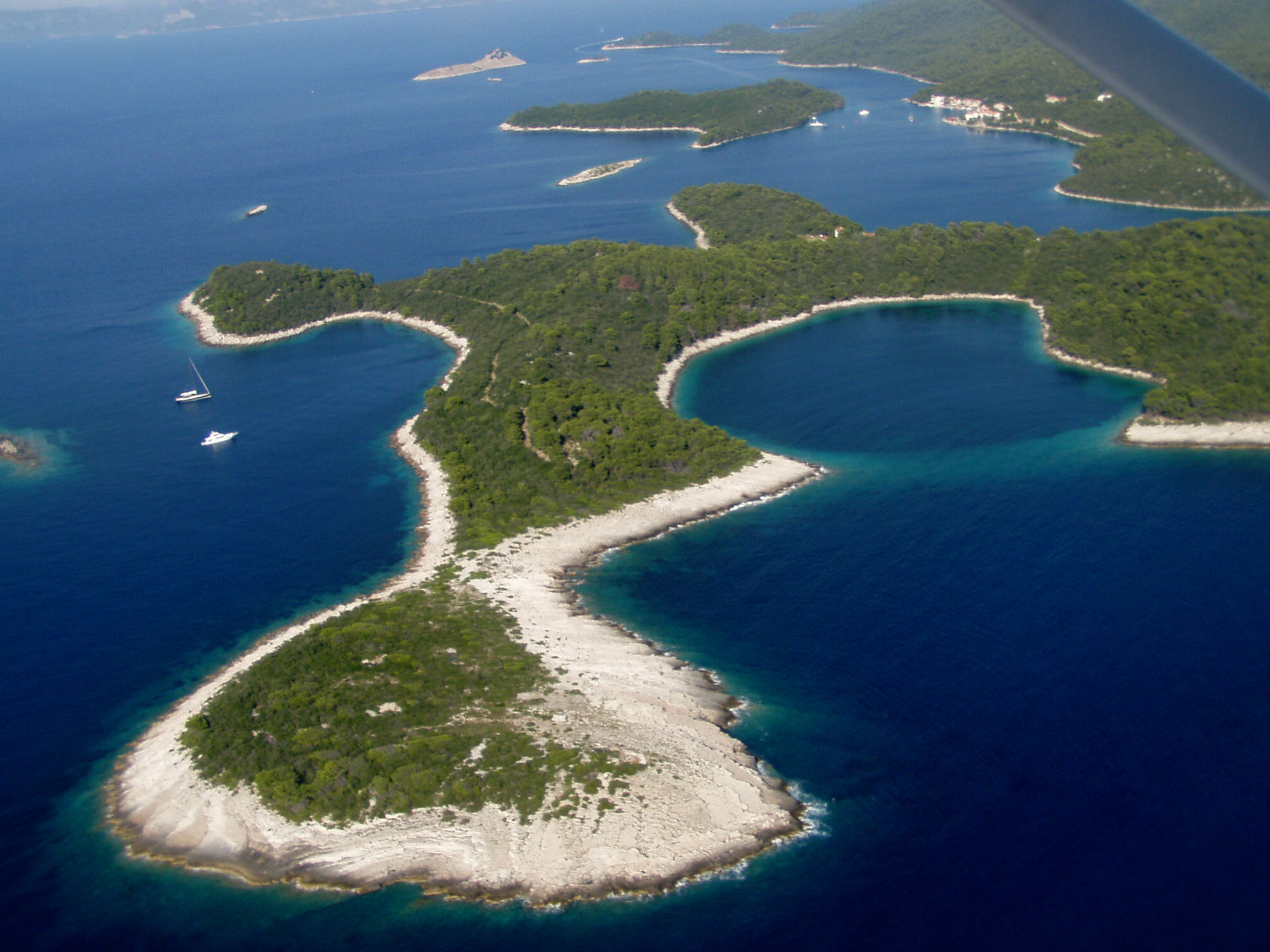
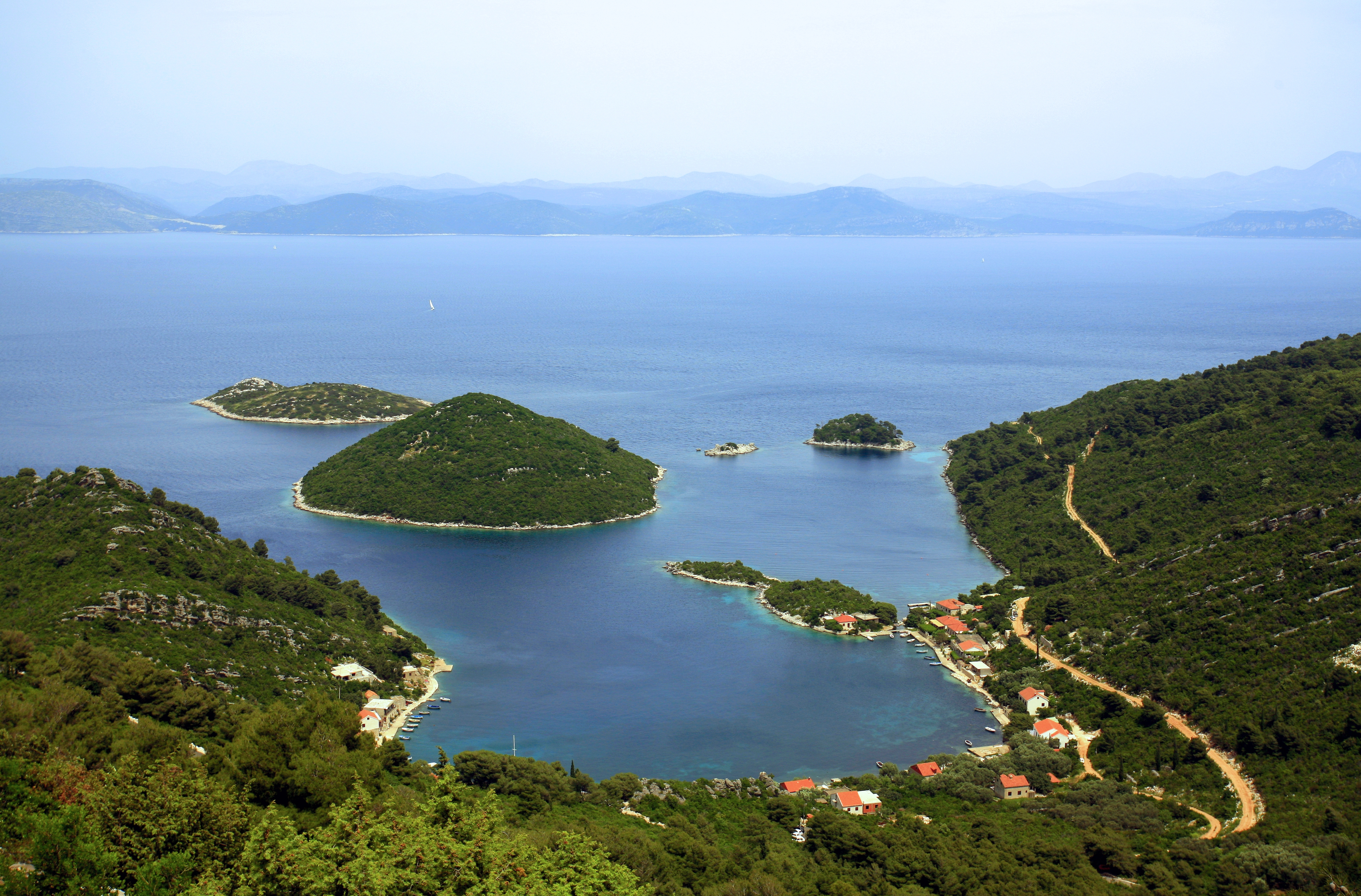
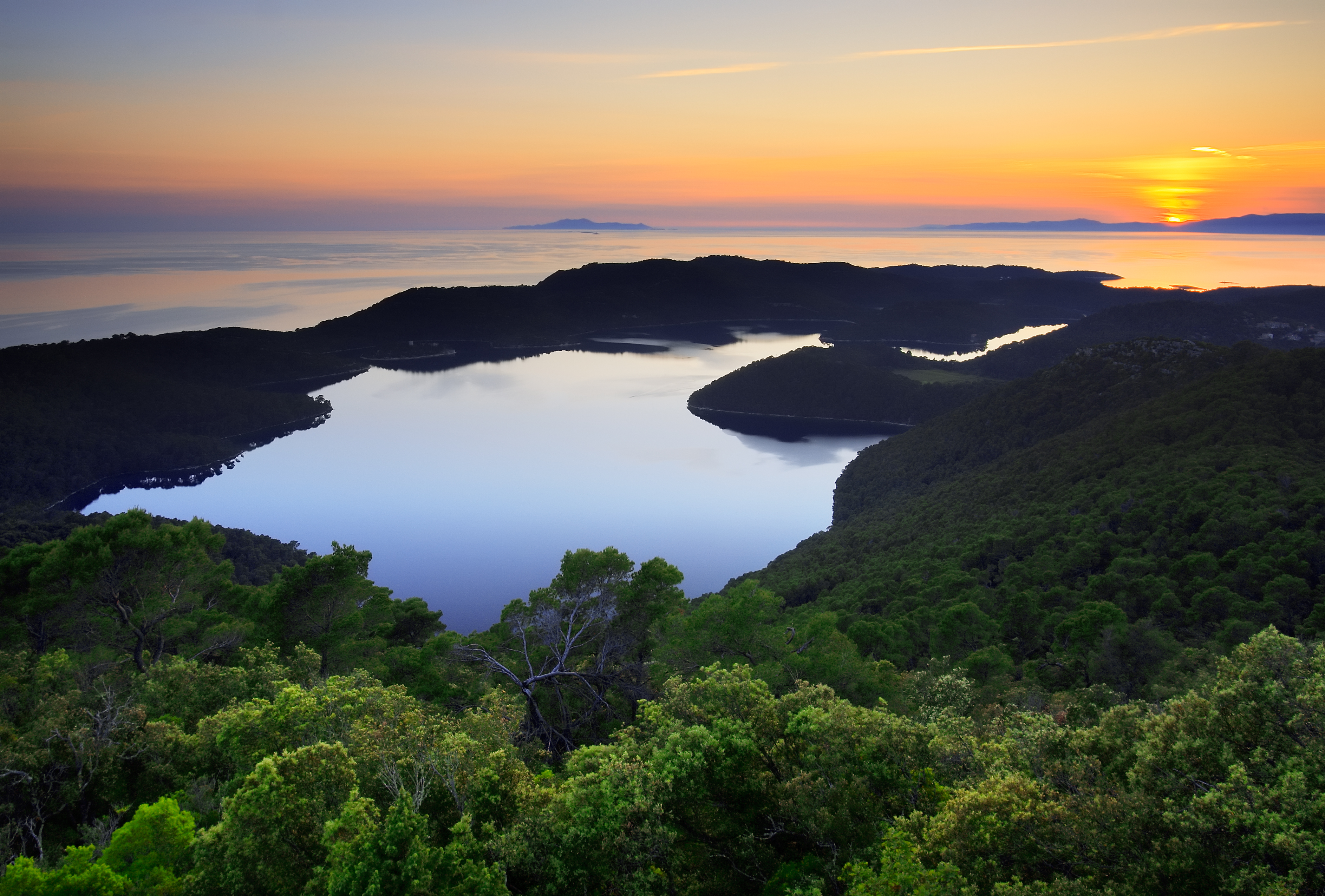
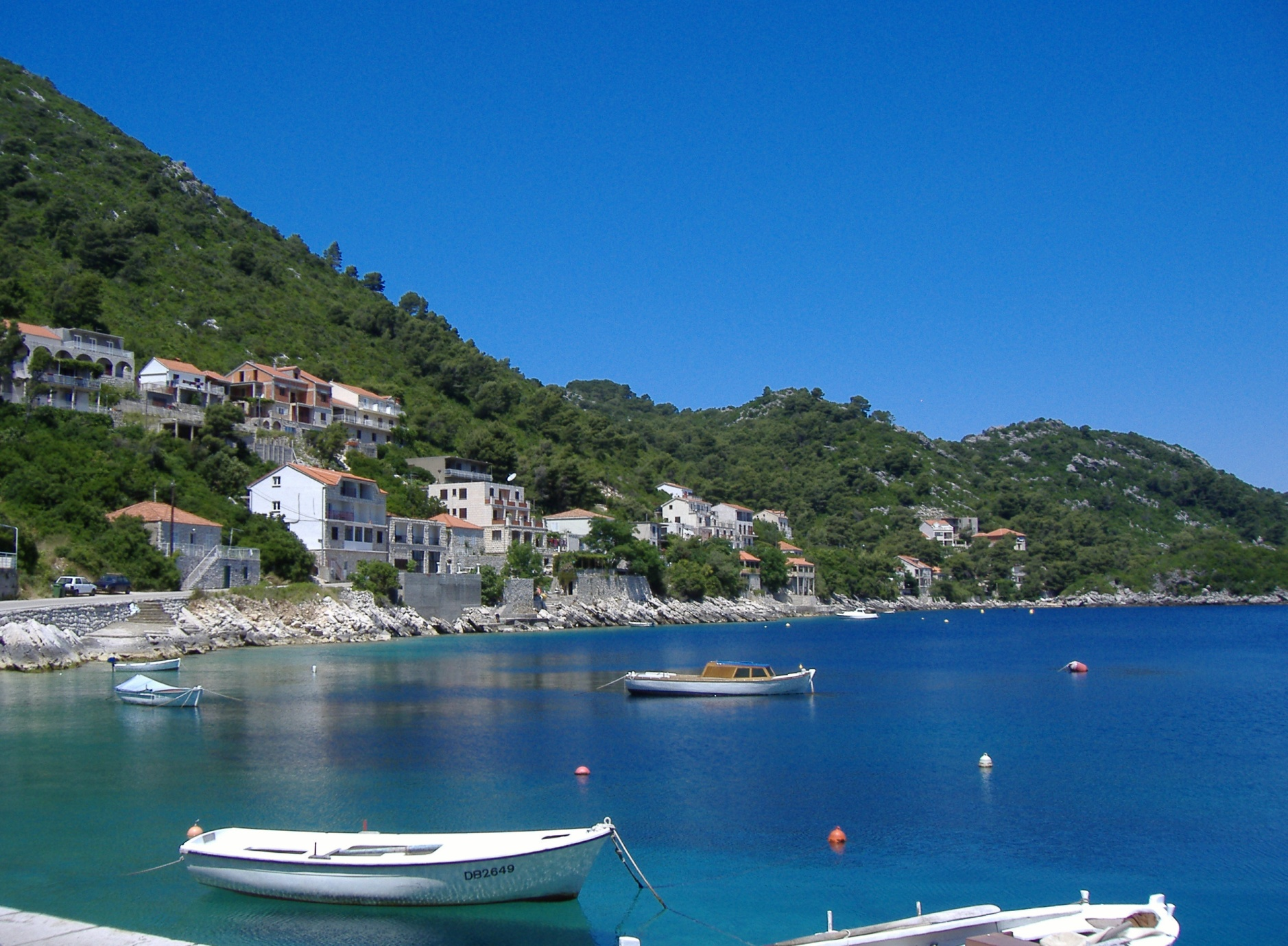

## 人口
| 姆列特島1857-2001年人口变化 |
|                             |
| 来源：www.dzs.hr            |

## 外部連結
- 姆列特島國家公園指南（页面存档备份，存于）

Template:达尔马提亚地标